# 개미잡이

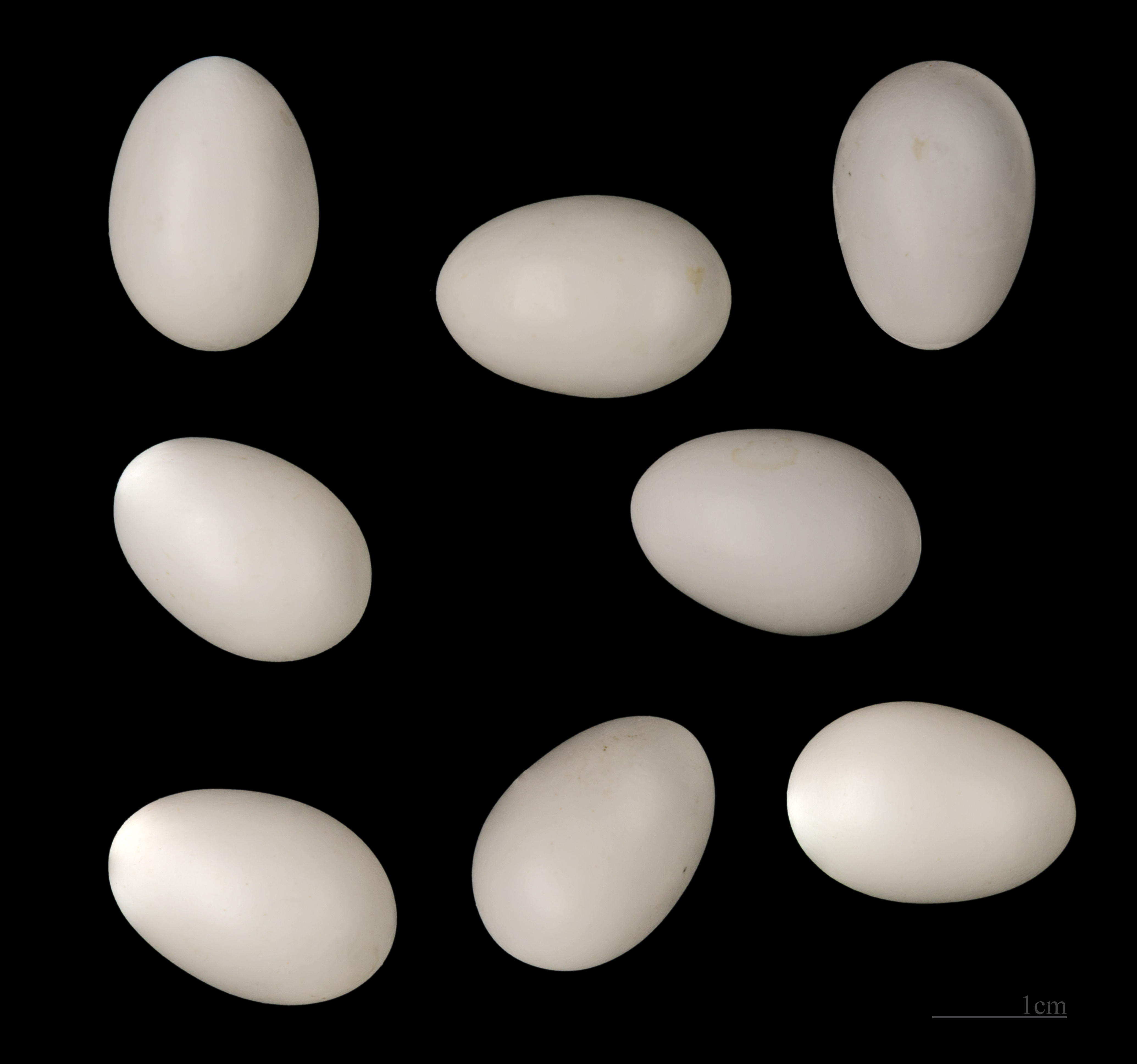
Jynx torquilla

개미잡이는 딱따구리목 딱따구리과의 소형 조류를 말한다. 주로 잡아먹는 곤충이 개미여서 개미잡이라고 한다. 한국에서는 드문 겨울철새이다. 개미잡이는 나무 구멍에 둥지를 튼다. 적의 위협을 받으면, 둥지 밖으로 머리와 목을 길게 내밀고 뱀처럼 목을 구불구불 흔들면서 '쉿쉿'하는 소리를 낸다.